# دمنهور
دَمَنْهُور هي مدينة مصرية. تقع في شمال مصر في شمال غرب دلتا النيل وهي عاصمة لمحافظة البحيرة. تبعد عن الإسكندرية 60 كيلومتراً باتجاه الجنوب الشرقي وهي نقطة التقاء لعدة طرق ومحاور إقليمية. تشتهر بعدة مواقع ذات قيمة تاريخية وثقافية مثل مسجد التوبة ومسجد الحبشي ودار أوبرا دمنهور.
عرفت دمنهور منذ العصور المصرية القديمة فاسمها الحالي مشتق اسمها الأصلي دي من حور نسبة إلى الإله حور، وقد احتفظت بمكانة إدارية عبر العصور الفرعونية واليونانية والرومانية والإسلامية. تضم المدينة عددًا من المنشآت التعليمية والإدارية وهي مركز لتجارة المحاصيل الزراعية بحكم موقعها وسط منطقة زراعية.

## التسمية
| D46 | W19 | M17 | M17 | O49 | W24 | G5 | Z1 |

| D46 | W19 | M17 | M17 | O49 | W24 | G5 | Z1 |

| D46 · Aa15 | W19 | M17 | M17 | X1 · O49 | S3 | G6 | X1 · O49 |

| D46 · Aa15 | W19 | M17 | M17 | X1 · O49 | S3 | G6 | X1 · O49 |

عرفت دمنهور في النصوص المصرية القديمة باسم «دي من حور» (بالقبطية: ⲡϯⲙⲓⲛ̀ϩⲱⲣ) أي مدينة الإله حور أو حورس، وذلك على اعتبار أنها كانت مركزاً لعبادة هذا الإله.
عرفت المدينة في النصوص اليونانية باسم «هرموبوليس برفا» : Ἑρμοῦ πόλις μικρά) أي مدينة هرمس الصغرى، وكذلك سميت «أبوللونوبوليس» نسبة للمعبود اليوناني أبولّو، ثم أطلقوا عليها اسم تِلْ بَلاَمون، كما سميت باسم بحدت، لكن المصريين أعادوا إليها اسمها المصري القديم ونطقوها «تمنهور»، وبعد الفتح الإسلامي حرفت بالعربية إلى اسمها المعروف الآن «دمنهور».

## التاريخ
دمنهور من المدن القديمة فكانت المدينة من مراكز عبادة الإله حور وعاصمة الإقليم الثالث من أقاليم الدلتا في العصر الفرعوني. يُرجَّح أن مدينة دمنهور الحالية بنيت على أنقاض المدينة القديمة بسبب ارتفاع المدينة الحالية عن محيطها. وقد عثر فيها على أربعة رؤوس للهكسوس وتمثال من الجرانيت للملك بسماتيك الثاني وضريح من الجرانيت الأسود مكرّس للإلهة نيث، تعود معظم هذه الآثار إلى عهد الأسرة السادسة والعشرين، وعثر بها أيضا على أقدم عملة ذهبية فرعونية تعود للأسرة الثلاثين موجودة الآن في حوزة قسم سك العملة في أرميتاج سانت بطرسبرغ.
كانت دمنهور إحدى المدن التي مر عمرو بن العاص في طريقه إلى الإسكندرية بعد فتح حصن بابليون، تأثرت المدينة رغم بعد المسافة بالخلاف بين محمد الأمين وأخيه عبد الله المأمون إذ نشب نزاع بين القبائل العربية المقيمة بالمدينة. جعلت المدينة قاعدة كورة البحيرة وقتما أنشئت في العصر الفاطمي.
أغار بدر بن سلام شيخ عربان البحيرة على المدينة وقتل من سكانها ونهب المدينة في سنة 783 هـ (أو 781) فما كان من المماليك إلا أن قمعوا ثورته، ازهرت المدينة في العصر المملوكي في وقت ولاية غرس الدين خليل بن شاهين الظاهري عليها كونها قصبة إقليم البحيرة، وقد كان للمدينة سور جدده السلطان برقوق في عام 792 هـ ثم السلطان قايتباي في عام 801 هـ. أشار الرحالة التركي أوليا جلبي أن دمنهور وقت زيارته لها كانت تضم 5500 دار و14 جامع سلطاني و63 جامع ومسجد و7 تكايا و3 مدارس و40 مكتب و680 دكان و8 خانات و254 مصنع وقال أن المدينة يتبعها 360 قرية.
دخل الفرنسيون المدينة خلال حملتهم على مصر بعدها نشبت ثورة في المدينة قادها رجل مغربي أدعى المهدية اجتمع حوله 600 رجل سار بهم حتى وصل دمنهور وقضوا عليها حاميتها من الجنود الفرنسيين. هناك رأيان في نهاية هذه الثورة الأول أن الجنرال مارمون قومندان الإسكندرية أنفذ قوة إلى دمنهور لما سمع بخبر الثورة، ودارت معركة عنيفة بين الطرفين انتهت بخسارة الفرنسيين بعد خمسة أيام من القتال، ثم اقتحموا المدينة ودمروها وأبادوا سكانها الذين وجدوهم، والثاني أن قوة بقيادة الجنرال فجير وليفيفر هي من قضت على تمرده.
حاول محمد بك الألفي اقتحام المدينة في 29 إبريل 1806 خلال حملة فريزر لمساعدة الإنجليز في القضاء على حكم محمد علي ليحكم هو مصر، لكنه فشل بسبب المقاومة الشعبية ففك الحصار عنها في 12 أغسطس ليواجه قوات محمد علي الموجودة في الرحمانية. ازهرت المدينة مرة أخرى بعدما شيد محمد علي مصنعاً للغزل ومصنعاً للنسيج لمستلزمات الجيوش البرية والبحرية في المدينة بعد انتهاء الحملة، ثم ازدادت أهميتها بعد مرور خط سكة حديد القاهرة الإسكندرية في عام 1850م.
أصبحت المدينة قاعدة مركز دمنهور في عام 1826 وقاعدة مأمورية بندر دمنهور في عام 1912. شهدت المدينة مظاهرات في ثورة 1919 رافضة لسياسيات الاحتلال البريطاني ومع تصاعد الاحتجاجات منع السفر للمدينة إلا بجواز سفر رسمي، ومظاهرات حاشدة عنيفة ضمن ثورة 1935 في يوم 16 نوفمبر الذي أضرب فيه طلاب المدارس واصطدم المتظاهرون بالشرطة ليصاب عدد من كلا الطرفين ويوم 21 نوفمبر الذي أضرب فيه المحامون و24 نوفمبر الذي أضرب فيه التجار وأصحاب المحالج احتاجًا على السياسة الإنجليزية وتصريح هور وخرجت مظاهرة في مساء ذلك اليوم، وبسبب المشاركة الطلابية الكبيرة في هذه الأحداث أصدرت وزارة المعارف في 24 نوفمبر قرار بتعطيل الدراسة في المدينة لمدة أسبوع.
وبعد عودة الدراسة تظاهر طلاب المدارس في مدارسهم في أيام 8 و9 و10 ديسمبر ووقعت مظاهرة أخرى عامة في مساء 11 ديسمبر. شهدت المدينة حالة من الهدوء من يوم 2 يناير وحتى تفجر الشارع في يوم 27 بعد سماع خبر  تشكيل وزارة علي ماهر فتظاهر طلاب مدرسة دمنهور الزراعية ومعهم طلاب المدرسة الثانوية تطور الحال حتى أطلقت الشرطة النار على المتظاهرين ليصاب عدد من الطلاب ويموت اثنان منهم وعلى إثر هذا الحادث أقيل مدير البحير القائمقام محمود صالح في يوم 29 يناير واحتج طلاب جامعة الأزهر والجامعة المصرية. كان المدينة لها وحدة مالية وزمام خاص حتى فصلت عنها وأصبحت مدينة قائمة بذاتها في عام 1935. كان في المدينة وقت ثورة 25 يناير احتجاجات مناهضة لحسني مبارك وأخرى داعمة له.

## جغرافيا
مدينة دمنهور تقع في شمال غرب الدلتا على خط طول 03' 31° شرقاً و28' 30° شمالاً تتوسط دمنهور تقريباً منطقة شمال غرب الدلتا ترتفع المدينة قليلًا عن محيطها من الأراضي السهلية المنبسطة من جميع الاتجاهات. تقع المدينة غرب ترعة المحمودية على الفرع الكانوبي للنيل على بعد 55 كم جنوب شرق الإسكندرية. تنحصر أغلب مباني المدينة بين ترعة الخندق في الشرق وطريق القاهرة الإسكندرية الزراعي في الغرب، تقع المدينة على ثلاث محاور للنقل في غرب الدلتا أولها طريق القاهرة الإسكندرية الزراعي السابق ذكره والذي يربطها بمحافظات الإسكندرية والغربية والقليوبية والقاهرة، والثاني هو خط السكة الحديد الرابط بين القاهرة والإسكندرية وخط سكة حديد دسوق الذي يربطها بمحافظة كفر الشيخ.
تعتبر أراضي شياخة قرطسا وبعض من أراضي شياختي نقرها وسكنيدة نواة المدينة التي اقتصر عليها النمو العمراني حتى عام 1948 عندما التف العمران الجديد للمدينة حول هذه النواة وباتجاه ترعة الخندق والسكة الحديد لتبلغ مساحتها 2,4  كم2، ثم أصبحت مساحتها 4,5 كم2 في نهاية عام 1973 تركزت الزيادة العمرانية في شمال المدينة وحول خطي السكة الحديد، ثم بلغت مساحتها 6,6 كم2 بنهاية عام 1987 كان المحرك لهذه الزيادة إنشاء كليات التربية والآداب والزراعة في سكنيدة وكوبري أبو الريش وإفلاقة اللذان وصلا المدينة بالأرضي الزراعية شرق ترعة الخندق.
قلت وتيرة النمو العمراني في التسعينيات فأصبحت مساحتها 7.1 كم2 بنهاية عام 1998 ويرجع ذلك إلى حالة التشبع السكاني بالمدينة وغلو أسعار الأراضي في شياخات سكنيدة وطاموس ونقرها وقرطسا وتجريم البناء على الأراضي الزراعية فاقتصر النمو على غرب المدينة، فأصبحت المدينة طارة للسكان إلى مدينتي الإسكندرية وكفر الدوار بالأخص بعد كانت جاذبة لهم. بلغت مساحة المدينة نحو 2305 فدان في عام 2006، ونحو 3279,5 فدان في عام 2017.

### المناخ
تمتاز دمنهور بمناخ دافئ شتاء حار صيفًا وهو معتدل نسبيًا طوال العالم، تقع دمنهور ضمن الإقليم متوسط المطر الذي يبلغ متوسط هطول المطر 100 مم.
| البيانات المناخية لـدمنهور        | البيانات المناخية لـدمنهور | البيانات المناخية لـدمنهور | البيانات المناخية لـدمنهور | البيانات المناخية لـدمنهور | البيانات المناخية لـدمنهور | البيانات المناخية لـدمنهور | البيانات المناخية لـدمنهور | البيانات المناخية لـدمنهور | البيانات المناخية لـدمنهور | البيانات المناخية لـدمنهور | البيانات المناخية لـدمنهور | البيانات المناخية لـدمنهور | البيانات المناخية لـدمنهور |
| الشهر                             | يناير                      | فبراير                     | مارس                       | أبريل                      | مايو                       | يونيو                      | يوليو                      | أغسطس                      | سبتمبر                     | أكتوبر                     | نوفمبر                     | ديسمبر                     | المعدل السنوي              |
| --------------------------------- | -------------------------- | -------------------------- | -------------------------- | -------------------------- | -------------------------- | -------------------------- | -------------------------- | -------------------------- | -------------------------- | -------------------------- | -------------------------- | -------------------------- | -------------------------- |
| متوسط درجة الحرارة الكبرى °م (°ف) | 18.3 (64.9)                | 19.1 (66.4)                | 21.7 (71.1)                | 25.6 (78.1)                | 29.4 (84.9)                | 31.2 (88.2)                | 32 (90)                    | 32.3 (90.1)                | 30.8 (87.4)                | 29.1 (84.4)                | 24.8 (76.6)                | 20.3 (68.5)                | 26.2 (79.2)                |
| المتوسط اليومي °م (°ف)            | 13 (55)                    | 13.6 (56.5)                | 15.8 (60.4)                | 19 (66)                    | 22.7 (72.9)                | 25 (77)                    | 26.2 (79.2)                | 26.4 (79.5)                | 25.1 (77.2)                | 23.2 (73.8)                | 19.4 (66.9)                | 15 (59)                    | 20.4 (68.6)                |
| متوسط درجة الحرارة الصغرى °م (°ف) | 7.8 (46.0)                 | 8.2 (46.8)                 | 9.9 (49.8)                 | 12.4 (54.3)                | 16 (61)                    | 18.9 (66.0)                | 20.5 (68.9)                | 20.6 (69.1)                | 19.4 (66.9)                | 17.3 (63.1)                | 14 (57)                    | 9.7 (49.5)                 | 14.6 (58.2)                |
| الهطول مم (إنش)                   | 25 (1.0)                   | 21 (0.8)                   | 9 (0.4)                    | 4 (0.2)                    | 3 (0.1)                    | 0 (0)                      | 0 (0)                      | 0 (0)                      | 0 (0)                      | 5 (0.2)                    | 13 (0.5)                   | 22 (0.9)                   | 102 (4.1)                  |
| المصدر: Climate-Data.org          |                            |                            |                            |                            |                            |                            |                            |                            |                            |                            |                            |                            |                            |

## السكان

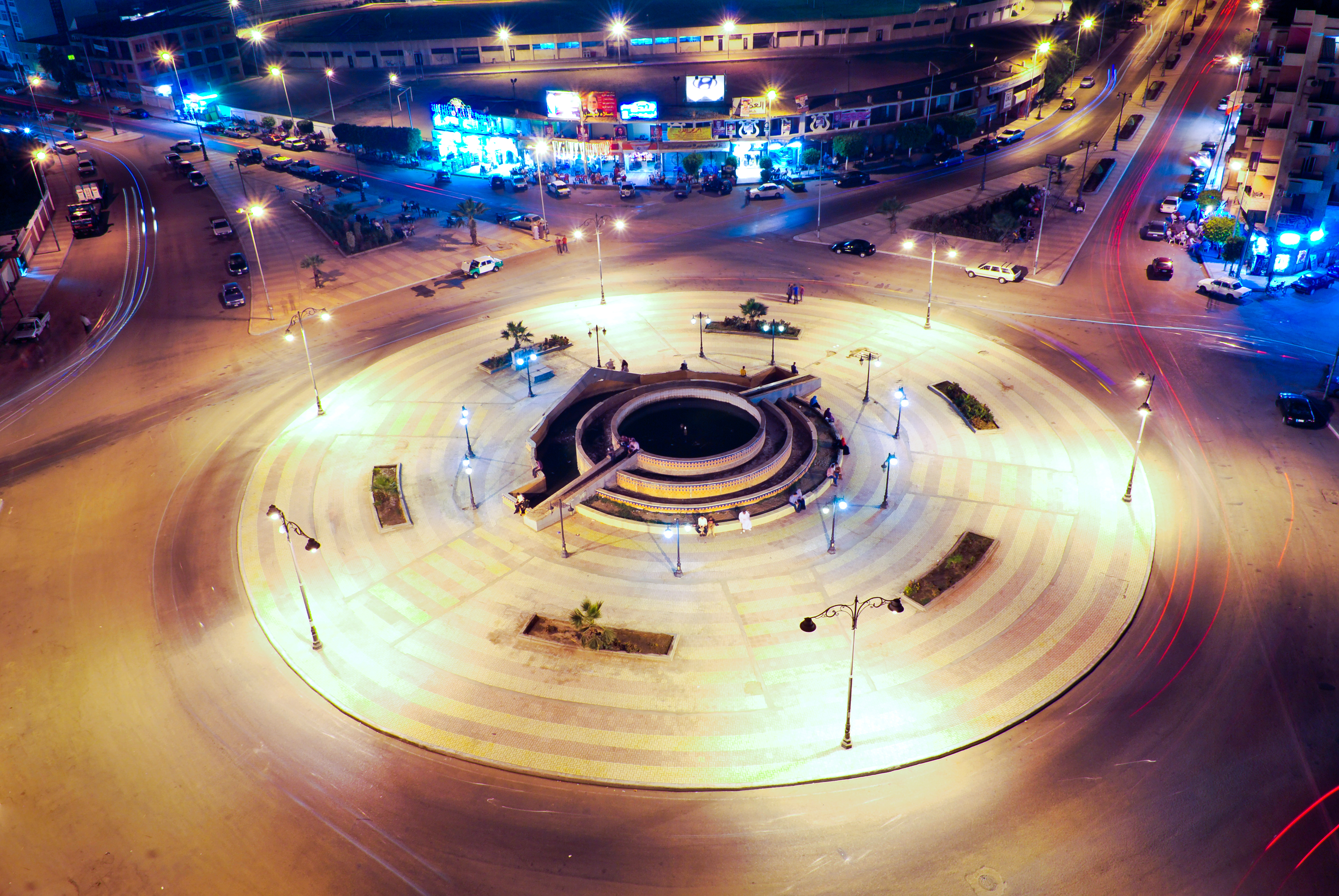
ميدان جلال قريطم

يبلغ عدد سكان قسم دمنهور 327,352 ألف نسمة في تقدير 2023. تبطأ معدل نمو المدينة في الأربعينيات بسبب تفشي الأمراض في تلك الفترة، ولكن المعدل ازداد في فترة الستينات والسبعينيات بعد فترة الانفتاح الاقتصادي والتوسع في بناء المصانع وبوتيرة أكبر في الألفية، ثم عادت لتصبح طاردة للسكان بعد التشبع الذي حصل بالمدينة. معدل المواليد منذ بدأ قياسه متذبذب بالمدينة ومتأثر بالأحول الاقتصادية العامة والفرصة في المدن الأخرى فبينما شهد المعدل نموًا في الستينيات والسبعينيات شهد انخفاضًا كبيرًا في التسعينات وما تلاها، وأما معدل الوفيات فلم يخرج عن الحد المطلوب ويرجع ذلك لتركز المستشفيات التخصصية والخاصة بها لأنها قاعدة المحافظة.
مثل باقي المدن المصرية معظم سكان دمنهور مسلمون سنة مع وجود أقلية مسيحية أغلبها من الأقباط الأرثوذكس. بلغ عدد مسلمي المدينة 182,149 نسمة وعدد المسيحين 6789 وشخصين غير مبين في تعداد عام 1986 من أصل 188,929 سكان بالمدينة وقتها. يخدم هذه الطائفة 6 كنائس أربعة كنائس منها للطائفة الأرثوذكسية وواحدة للبروتستانت وأخرى للكاثوليك. وكان بالمدينة معبد يهودي يسمى سوارس أو سيروس والذي استخدمته الجالية اليهودية التي كانت مستقرة بالمدينة. للمدينة لهجة خاصة بها تبرز بها الظواهر اللغوية البدو، ينطق من يتكلم بهذه اللهجة القاف جيما ويبدل أخر حرف بالكلمة إلى همرة خفيفة ويستخدم المتكلم صيغة الجماعة عند التكلم عن المضارع.
| السنة | عدد السكان | السنة | عدد السكان |
| ----- | ---------- | ----- | ---------- |
| 1882  | 22,702     | 1960  | 126,600    |
| 1897  | 30,981     | 1976  | 170,633    |
| 1907  | 34,142     | 1986  | 188,929    |
| 1917  | 40,661     | 1996  | 209,423    |
| 1927  | 51,709     | 2006  | 244,043    |
| 1937  | 61,962     | 2017  | 259,213    |
| 1947  | 84,352     | 2023  | 327,352    |

## التقسيم الإداري

شياخات المدينة

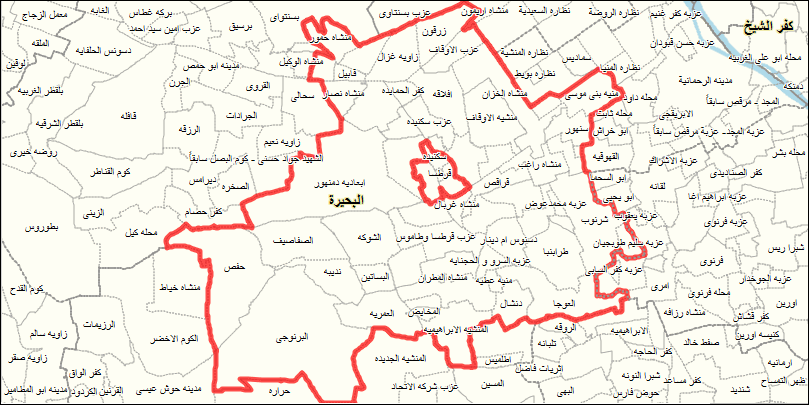
خريطة مركز دمنهور للجهاز المركزي للتعبئة العامة والإحصاء في تعداد 2006

مدينة دمنهور هي عاصمة مركز دمنهور تنقسم إلى 5 شياخات ويتبع مركزها 57 قرية. أصبحت المدينة مركز قسم دمنهور عندما أنشئ في عام 1826، لكنه ألغي في عام 1871 واستبدل بمركز أبو حمص وقاعدته أبو حمص، ثم أعيد إنشاء مركز دمنهور في عام 1881. أكبر شياخات المدينة هي شبرا التي تحتل الجزء الغربي من المدينة بنسبة 54,9% من مساحة المدينة يليه طاموس بنسبة 21.9% وسكنيدة 17% ونقرها بنسبة 4% وقرطسا بنسبة 2,2%.
| الشياخة | عدد السكان (تعداد 2018) | المساحة (2017) |
| ------- | ----------------------- | -------------- |
| شبرا    | 147,873                 | 1800 فدان      |
| طاموس   | 59,283                  | 718,5 فدان     |
| سكنيدة  | 37,360                  | 558,9 فدان     |
| نقرها   | 27,353                  | 129,9 فدان     |
| قرطسا   | 6544                    | 72,2 فدان      |

## الاقتصاد
قطاع الخدمات هو الأهم بين القطاعات الاقتصادية بالمدينة فقد كان يعمل فيه ثلث القوة العاملة في عام 1996 ويليه النجارة ثم الصناعات التحويلية والكهرباء فقطاع النقل. تتركز الأسواق في مركز المدينة وصوامع الحبوب والقطن في أطرافها والمناطق الصناعية والحرفية في جنوب المدينة.
يجذب مهرجان دمنهور الدولي للفلكلور العديد من السياح ويقام في المدينة سنويا تحت رعاية وزارة الثقافة في الفترة من 30 مارس حتى 7 ابريل ويقدم المهرجان عروضا فولكلورية راقصة تؤديها فِرق محليّة وعالمية، بالإضافة إلى الأمسيات الموسيقية وعروضا فنية.
اشتهرت المدينة قديمًا بصناعة الثياب الدمنهورية كما ذكر ابن بطوطة، وكان فيها صناعة أنشئ في المدينة في عهد محمد علي مصنع للغزل والنسيج فيه 100 دولاب و80 مشط ومصنع صوف أخر مخصص لصناعة بطاطين الجيوش البرية والبحرية وثالث يصنع الجوخ بشكل مبدئي أقفلت هذه المصانع في أواخر عهد محمد علي أو في عهد عباس حلمي الأول بسبب احتكار الحكومة لهذه المصانع.

## البنية التحتية

### التعليم

#### جامعة دمنهور
بدأ التعليم الجامعي بالمدينة بإنشاء كلية تربية تابعة لجامعة الإسكندرية عام 1988 تبعها إنشاء عدد من الكليات الأخرى (الزراعة والآداب والتجارة والتمريض والعلوم والطب البيطري والصيدلة والتربية للطفولة المبكرة وطب الأسنان والهندسة). حتى أصدر رئيس الجمهورية السابق محمد حسني مبارك قرار جمهوري لإنشاء جامعة دمنهور بتاريخ 26 أكتوبر 2010، تبع ذلك إنشاء معهد الدراسات العليا والبحوث البيئية وكلية التربية النوعية وكلية الحاسبات والمعلومات وكلية الفنون التطبيقية في السنوات التالية.
للكلية أربع مجمعات تعليمية هي مجمع دمنهورالتعليمي الذي يضم كليات العلوم والصيدلة والطب البيطري والتمريض، ومجمع الأبعادية التعليمي في ناحية الأبعادية ويضم كليات التربية والتجارة والآداب والزراعة وكلية التربية للطفولة المبكرة وكلية الهندسة، ومجمع البستان التعليمي في مدينة الدلنجات الذي يضم معهد الدراسات العليا والبحوث البيئية وأخيرًا مجمع كليات مدينة النوبارية الذي يضم كلية الحاسبات والمعلومات وكلية الفنون التطبيقة. يرأس الجامعة إلهامى على ترابيس منذ عام 2023.

#### جامعة الأزهر
يوجد بالمدينة كلياتان من جامعة الأزهر الأول كلية الدراسات الإسلامية والعربية للبنات التي كانت تابعة لفرع الكلية في الإسكندرية ثم استقلت عنها، وكلية الشريعة والقانون للبنين.

### الرياضة
يوجد بالمدينة نادي ألعاب دمنهور الذي تأسس عام 1961 وصعد عدة مرات للدوري الممتاز بدون ألقاب. يلعب النادي على ملعبه ستاد ألعاب دمنهور الذي يتسع ل 8000 شخص.

### مياه الشرب
تعتمد شبكة مياه الشرب بشكل كبير جدا على محطتين لتقنية مياه الترع وهناك عدد قليل من محطات الآبار الارتوازية، ترجع شبكة المياه في المدينة إلى عام 1930 ومنذ ذلك الوقت توسعت مع النمو العمراني ليصل طولها إلى 1777,8 كم في عام 1999.

## المعالم

### دار أوبرا دمنهور

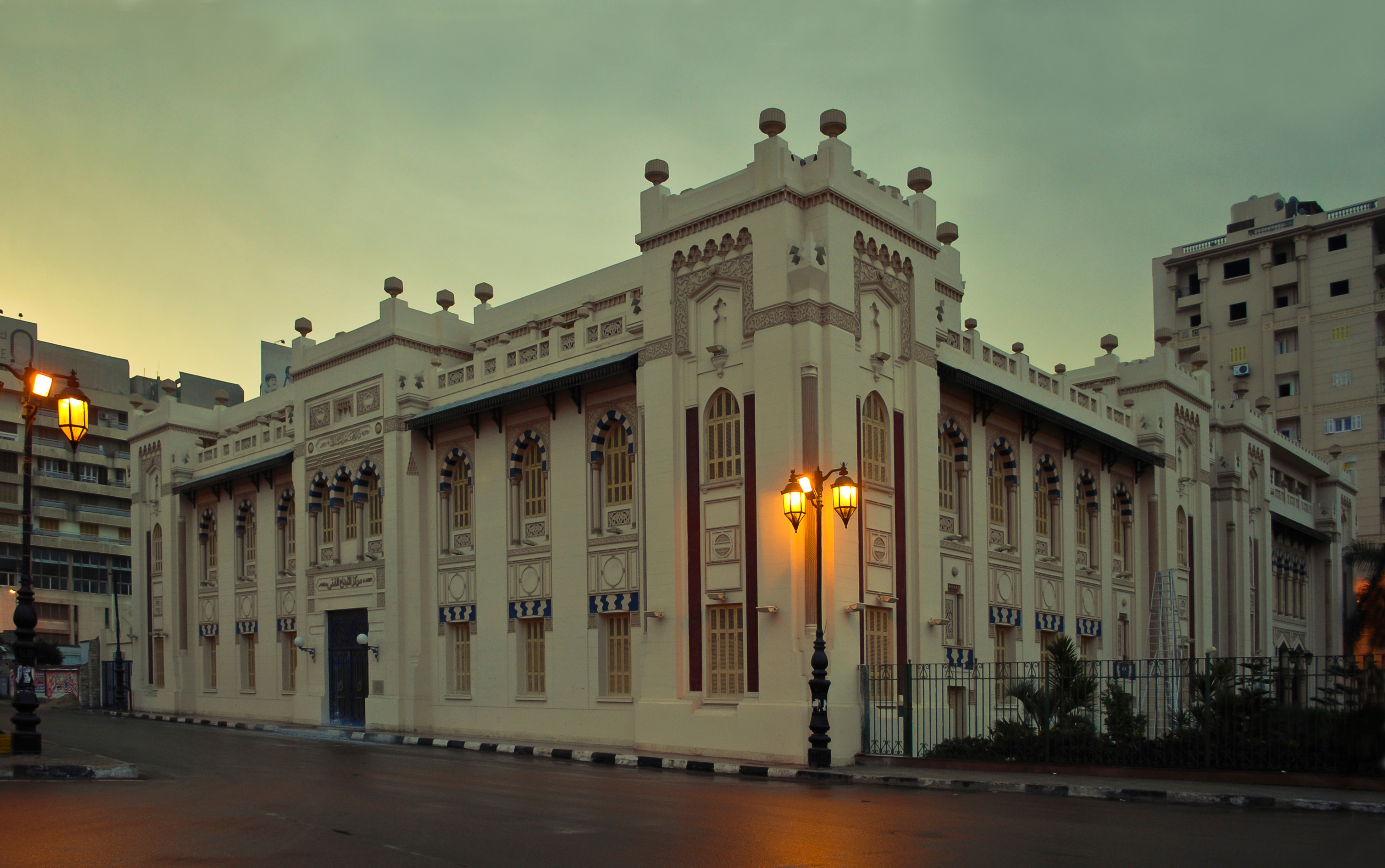
دار أوبرا دمنهور ومركز الإبداع

أوبرا تاريخية تقع في شارع محمود فهمي النقراشي ميدان الاوبرا شيدت في عهد الملك فؤاد الأول في سنة 1930م، باسم سينما وتياترو فاروق وهي ثالث مسرح أوبرا في مصر بعد دار الأوبرا المصرية في القاهرة ومسرح سيد درويش في الإسكندرية.
قام الملك فؤاد بوضع حجر الأساس لمبنى البلدية والسينما والمكتبة في 8 نوفمبر 1930م صممها المعمارى الإيطالي فيروتشي على النظام الإيطالي والإسلامي. وقد أطلق على القسم الغربي من المبنى أولاً «سينما وتياترو فاروق»، ثم تغير الاسم من «سينما فاروق» إلى «سينما البلدية» في سنة 1952م. وظل الأمر على ذلك حتى سنة 1977م عندما تغير الاسم إلى «سينما النصر الشتوي». وأخيراً أطلق عليها «مسرح وأوبرا دمنهور». أما المكتبة فقد سميت «مكتبة الملك فؤاد»، ثم أطلق عليها اسم الأديب الراحل توفيق الحكيم.
يشغل مبنى البلدية القسم الشرقي، بينما يشغل مبنى السينما والمسرح القسم الغربي. تدهورت حالة المسرح الإنشائية في منتصف الثمانينات جراء عدم إجراء أعمال الصيانة والترميم الدورية للمسرح مع سوء الاستخدام إلى ظهور العديد من المشكلات الإنشائية أهمها تدهور وتحلل الخرسانة المسلحة لأسقف المسرح وانهيار جزء كبير من قبة صالة المسرح، كما ساءت حالة الأساسات بالكامل بسبب ارتفاع منسوب المياه الجوفية وتسرب المياه إلى ممرات المسرح. مما أدى إلى إغلاق المسرح وتوقفت جميع أنشطته التي كانت تمارس عليه وأصبح المسرح في حالة يرثى لها.

صدر قرار بالمجلس الأعلى للآثار بتسجيله أثر إسلامى بعد موافقة اللجنة الدائمة للآثار الإسلامية والقبطية في عام 1988م. قامت السيدة سوزان مبارك -قرينة الرئيس السابق حسني مبارك - بافتتاح دار أوبرا دمنهور في 7 مايو 2009م وشارك في حفل الافتتاح 200 فنان من فرق الأوبرا المختلفة وقام السيد فاروق حسني وزير الثقافة الأسبق بإلقاء كلمة عقبها عرض فيلم تسجيلي عن تاريخ إنشاء المسرح ومراحل الترميم.

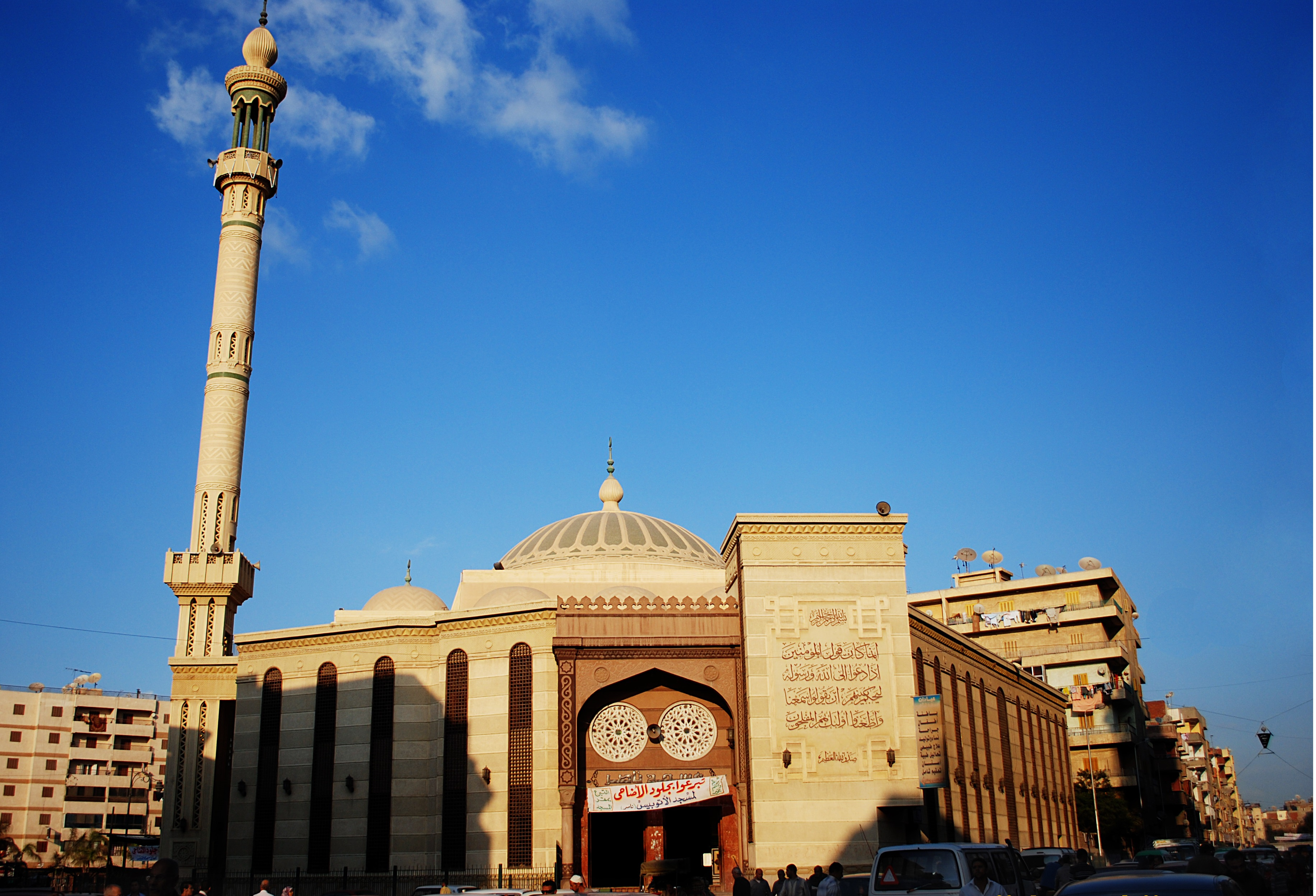
مسجد الأتوبيس

### الثقافة

#### مكتبة مصر العامة
نظراً لضم مكتبة توفيق الحكيم لمبنى الأوبرا أثناء ترميمه ظهرت الحاجة لوجود مكتبة عامة جديدة لتضم كتب المكتبة القديمة ولخدمة الطلاب والباحثين في المحافظة وعلى ذلك فقد أنشئت المكتبة وافتتحتها السيدة سوزان مبارك -قرينة الرئيس السابق- يوم 7 مايو 2009م في نفس يوم افتتاح دار أوبرا دمنهور.
شمل المكتبة مبنى رئيسي ويتكون من ثلاثة طوابق، ومبنى آخر مكون من طابقين لإقامة المؤتمرات والندوات، ومسرح مفتوح، إلى جانب 14 برجولة مصممة على شكل مجموعات. ويحيط بهذه المنشآت مساحات خضراء تغطي الموقع. تبلغ المساحة الكلية للموقع 12 ألف متر مربع، يشغل المبنى الرئيسي للمكتبة 1563 متر مربع، كما تشغل البرجولات مساحة 1610 مترًا مربعًا ومبنى المؤتمرات 310 مترًا مربعًا. يبلغ عدد مقتنايتها 46,997 كتاب ويزورها حوالي 762,032 شخص سنويًا.

#### قصر الثقافة

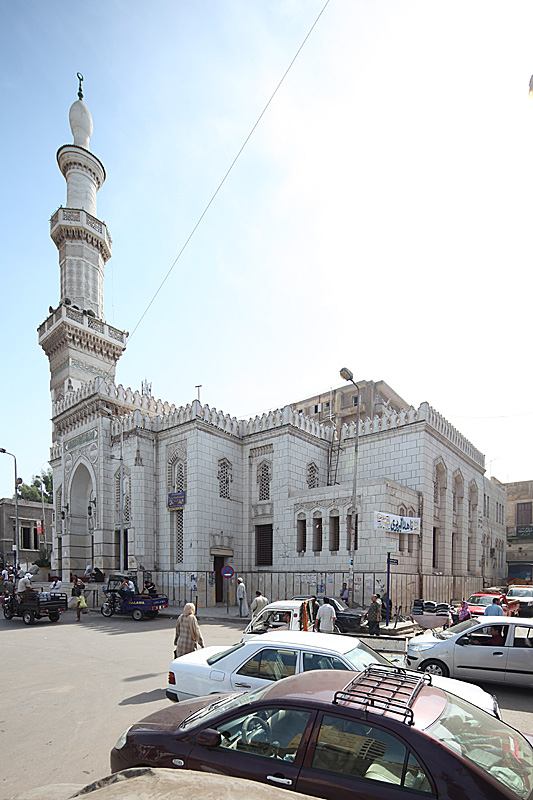
مسجد التوبة

أنشئ بالمدينة قصر ثقافة في نوفمبر 2019 على مساحة 1150م بتكلفة ٧٢,٥ مليون جنيه يتكون القصر من أربع أدوار وبه مسرح بسعة 303 شخص ومكتبة للطفل تحتوى على 2527 كتابًا ومكتبتين للكبار تضم 5741 كتابًا.

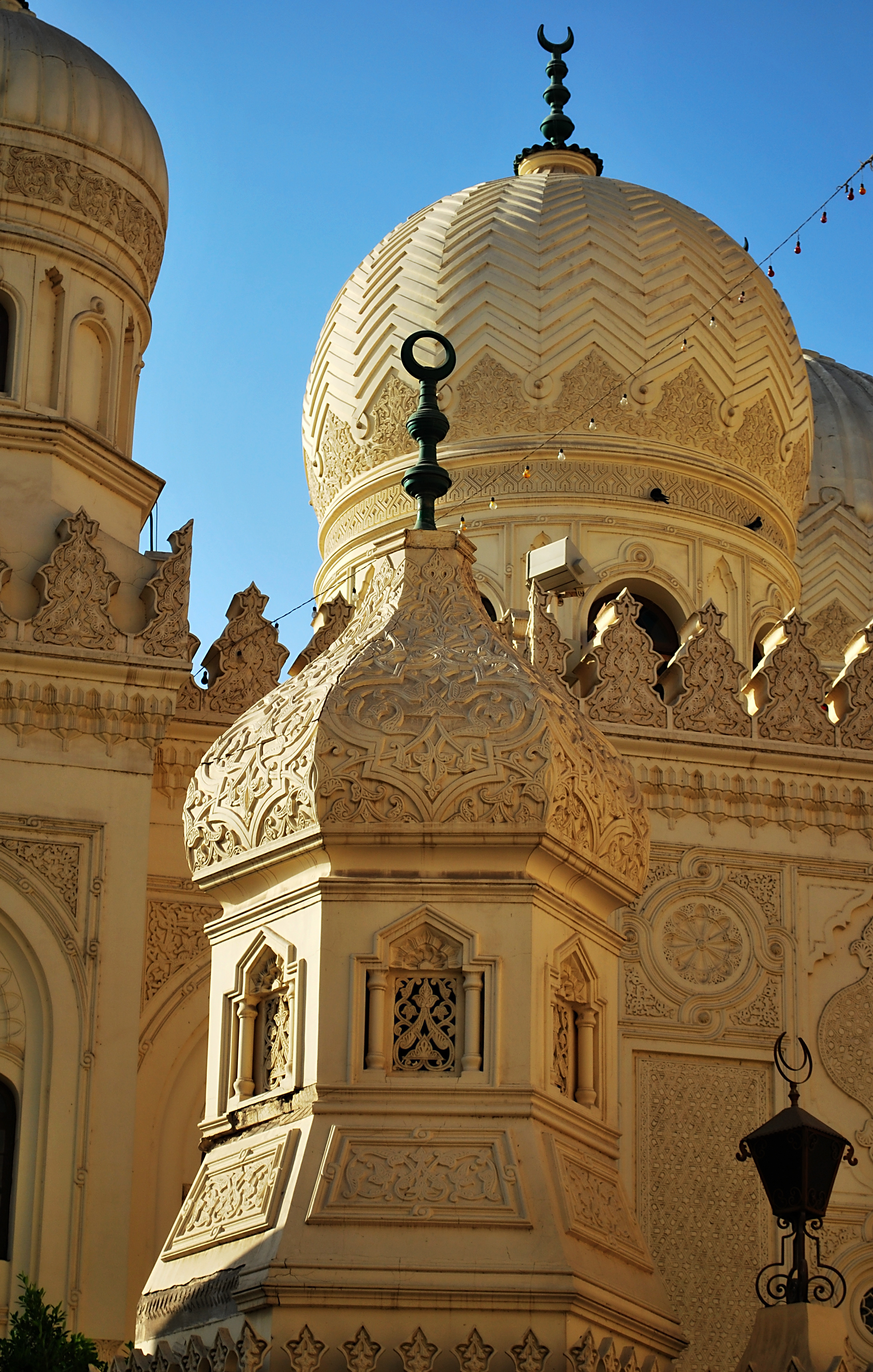
مأذنة مسجد الحبشي

### المساجد

#### مسجد الحبشي
مسجد الحبشي هو أحد التحف المعمارية بالمدينة يقع بشارع سعد زغلول، أنشائه محمود باشا الحبشي في 1917 وأكمله ابنه حسين في 1923. بني المسجد على نظام الأروقة وعلى الطراز المملوكي ويتميز بزخارفه المتنوعة من نباته وهندية وكتابية وجصية. سجل المسجد في عداد الآثار الإسلامية بتاريخ 15 يناير 2024.

#### مسجد التوبة
مسجد التوبة من أشهر وأقدم المساجد بالمدينة يزعم أن أسسه عمرو بن العاص في عام 21 هـ، ويقع المسجد وسط المدينة بالقرب من محطة قطارات السكة الحديد بمساحة 580 م٢. جدد المسجد في عام 2021 بقيمة 2 مليون جنيه وافتتحه اللواء هشام آمنة محافظ البحيرة.

#### مسجد المرادني
يقع المسجد بشارع صلاح الدين بناه الطنبغا المرادني يرجع تاريخه إلى قبل عام 740 هـة/1300 ميلادية، وقد بناه لسيدي محمد المرادني الفرجاني الإدريسي الحسني. جدد المسجد في العصر العثماني في عام 1524 ميلادية ثم جدده محمد على باشا مرة أخرى عام 1824 ميلادية.

## أعلام دمنهور
- أحمد زويل (1946 – 2016) هو عالم كيميائي مصري أمريكي حاصل على جائزة نوبل في الكيمياء لسنة 1999.[90]
- البابا كيرلس السادس (1902 – 1971) بابا الإسكندرية وبطريرك الكرازة المرقسية 116 في فترة عامي 1959 و1971.[91]
- عبد الوهاب المسيري (1938 – 2008) مفكر إسلامي وهو مؤلف موسوعة اليهود واليهودية والصهيونية.[92]
- عبد المنعم الصاوي (1918 –) وزير سابق لوزارتيّ الثقافة والإعلام وورئيسًا لمركز مطبوعات اليونسكو.[93]
- أحمد الدمنهوري (1101 – 1192 هـ) شيخ الأزهر العاشر، ذو معرفة واسعة بالمذاهب الأربعة.[94][95]
- إبراهيم القباني (1852 – 1927) مطرب ومؤلف.[96]
- إبراهيم محمد نجا (1918 – 1969) هو شاعر غنائي وكاتب أغاني.[97]
- إلياس أنطون إلياس (1877 – 1952) هو مؤلفٌ مصري من أصل لبناني.[98]
- رجب البنا (1936-) صحفي.[99]
- فؤاد إبراهيم (1938 -) هو جغرافي وأستاذ جامعي مصري ألماني.[100]
- كارم محمود (1922 - 1995) مطرب وملحن.[101]